# Преброяване на населението в България (1956)
Преброяването на населението в България през 1956 година се състои на 1 декември. За първи път семейството става единица на наблюдение. Преброява се жилищния фонд без да се преброяват стопанските сгради. За първи път е извършена репрезентативна обработка на данните от преброяването на населението въз основа на 5 % извадка.
Към 1 декември 1956 г. населението на страната е 7 613 709 души, от тях 3 799 356 (49,90 %) са мъже и 3 814 353 (50,10 %) са жени. Населението в градовете е 2 556 071 (33,57 %), а в селата е 5 057 638 (66,43 %).

## Резултати

### Местоживеене и пол
Население по местоживеене и пол:
|                                        | Всичко    | Мъже      | Жени      | Жени на 1000 мъже |
| Общо                                   | 7 613 709 | 3 799 356 | 3 814 353 | 1004              |
| -------------------------------------- | --------- | --------- | --------- | ----------------- |
| В градовете                            | 2 556 071 | 1 276 670 | 1 279 401 | 1002              |
| В селата                               | 5 057 638 | 2 522 686 | 2 534 952 | 1005              |
| Относителен дял на градското население | 33,57 %   | 33,47 %   | 33,54 %   |                   |

### Етнически състав
Численост и дял на етническите групи:
| Етническа група    | Численост | Дял (в %) |
| Общо               | 7 613 709 | 100.00    |
| Българи            | 6 506 541 | 85.45     |
| Турци              | 656 025   | 8.61      |
| Цигани             | 197 865   | 2.59      |
| Друга              | 253 278   | 3.32      |
| Не се самоопределя | –         | –         |